# Yên Đổ
Yên Đổ là một xã thuộc huyện Phú Lương, tỉnh Thái Nguyên, Việt Nam.

## Địa lý
Xã Yên Đổ nằm ở phía bắc huyện Phú Lương, có vị trí địa lý:
- Phía đông giáp xã Yên Lạc
- Phía tây giáp huyện Định Hóa
- Phía nam giáp các xã Động Đạt, Phủ Lý và Ôn Lương
- Phía bắc giáp xã Yên Ninh và xã Yên Trạch.

Xã Yên Đổ có diện tích 36,04 km², dân số năm 2019 là 8127 người, mật độ dân số đạt 225 người/km².
Trên địa bàn xã có một số dòng suối tạo thành sông Đu, có tuyến quốc lộ 3 chạy qua địa bàn theo chiều bắc - nam, ngoài ra xã còn là nơi bắt đầu tuyến Quốc Lộ 3C, tuyến đường huyết mạch của huyện Định Hóa.
Ngoài hai tuyến đường chính là quốc lộ 3 và Quốc lộ 3C, Yên Đổ còn có tuyến đường liên xã Tức Tranh - Yên Lạc - Yên Đổ.

## Hành chính
Xã Yên Đổ được chia thành 17 xóm: Khe Thương, Gốc Vải, Đồng Chừa,  Xóm Làng, Thanh Thế, Phố Trào,  Xóm Kẻm,  Xóm Hin, Khe Nác, Gia Trống, Cây Khế, Đá Mài, Ao Then, An Thắng, Thượng, Trung, Hạ.
Năm 2016 xã Đạt chuẩn Nông thôn mới. Năm 2019 xây dựng thành công xóm Thanh Thế đạt chuẩn xóm Nông thôn mới kiểu mẫu
Năm 2021, Hội đồng Nhân dân tỉnh Thái Nguyên ra Nghị quyết sáp nhập xóm Thanh Thế vào xóm Đồng Chừa. Thành lập xóm mới Thanh Đồng. Xã Yên Đổ còn 16 xóm
Cũng trong năm 2021, xóm Gốc Vải được công nhận là xóm Nông thôn mới kiểu mẫu của xã
Năm 2023. Xóm Làng được công nhận là xóm nông thôn mới của xã